# Красноярск (пароход)

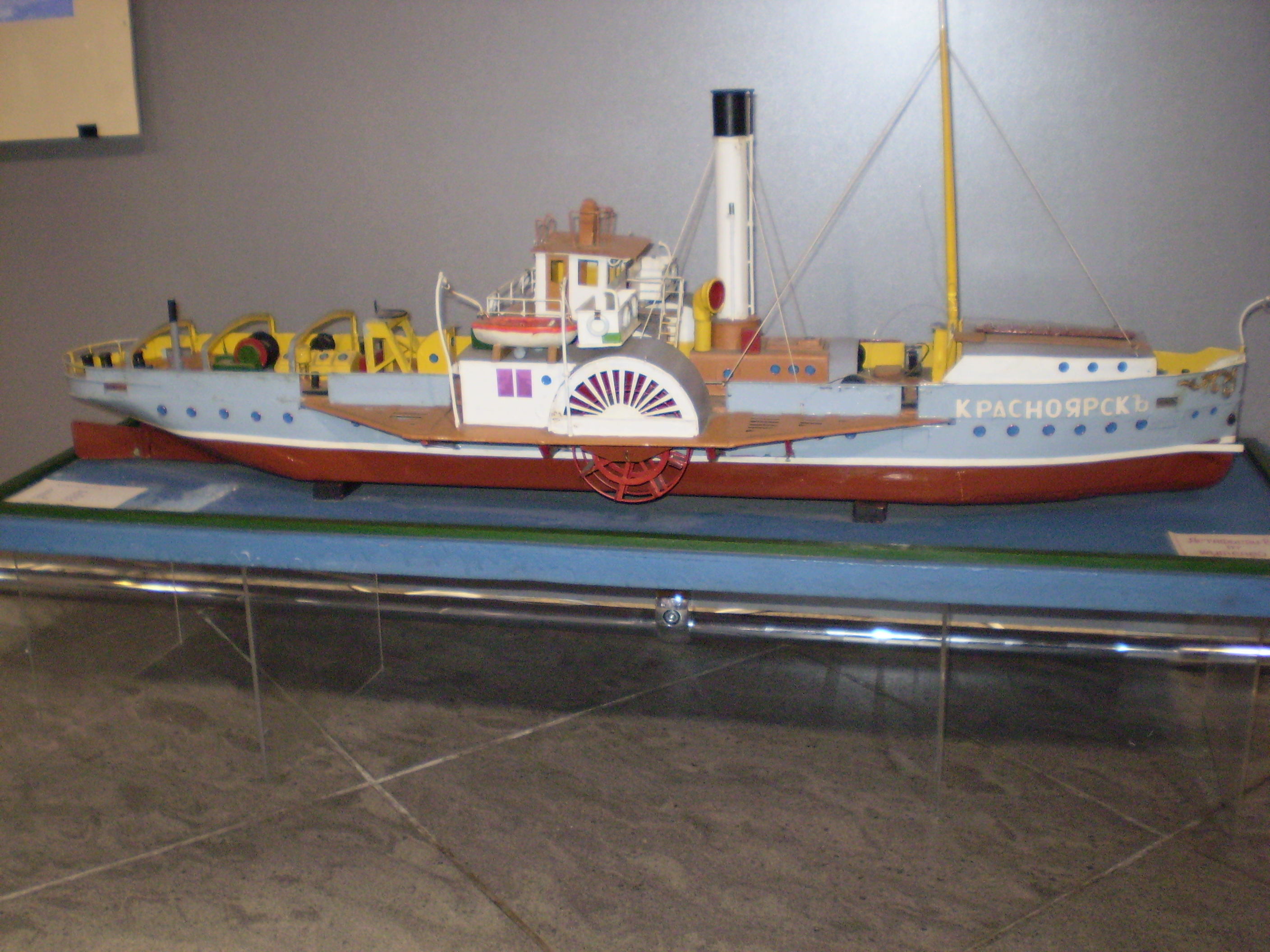
Макет парохода «Красноярск». Красноярский краеведческий музей.

Красноярск — полуморской двухколесный пароход. Построен в Англии на верфи R & W Hawthorn, Leslie & Co Ltd в 1903 году. Первоначально получил название Lady Buller , но из-за отказа оплаты заказчиком английский флаг не поднимал и до 1905 оставался на территории верфи незарегистрированным. пароход не был речным а предназначался для каботажных прибрежных рейсов. Первоначальная грузоподъемность 174брт, паровая машина Компаунд 87 нлс. В 1905 у верфи приобретен МПС России и назван Красноярск. Под именем Krasnojarsk был застрахован в обществе Ллойда на время морского перехода, попав в их справочник Lloyd’s Register of British and Foreign Shipping. В 1905 году для снабжения армии во время Русско-Японской войны российское Министерство путей сообщения закупило в Германии, Англии и Голландии речные суда. Было куплено шесть пароходов, получивших названия «Енисейск», «Красноярск», «Туруханск», «Ангара», «Лена», «Минусинск» и десять железных лихтеров. Суда были переведены на Енисей в сопровождении каравана морских судов во главе с ледоколом «Ермак».
10 октября 1905 года суда прибыли в Енисейск, где провели зиму. Из прибывших судов Министерство путей сообщения 16 октября создало Енисейскую речную флотилию. 1 мая 1906 года Енисейская речная флотилия была переименована в «Срочное казённое пароходство на реке Енисей».
Осенью 1906 года суда Срочно-казённого пароходства были переведены в Стрелковский затон на Ангаре.
19 апреля 1909 года весенним ледоходом в результате затора льда на Енисее и Ангаре из Стрелковской протоки вынесло два лихтера и пароходы «Минусинск» и «Красноярск». Вторым затором вынесло три лихтера и пароходы «Лена» и «Туруханск».
Пароход «Красноярск» получил повреждения и затонул ниже Стрелки (место слияния Енисея и Ангары) в Черёмуховском перекате.

## Примечание
кроме этого парохода имя Красноярск носило ещё несколько паровых судов. Например построенный в 1915 пароход Доброфлота